# Powiatowa i Miejska Biblioteka Publiczna w Kłodzku
Powiatowa i Miejska Biblioteka Publiczna im. Marii Dąbrowskiej w Kłodzku (PiMBP) – największa biblioteka działająca w Kłodzku, założona w 1946 r.

## Historia
Początki biblioteki sięgają pierwszych miesięcy po przejęciu administracji w Kłodzku przez Polaków. 20 sierpnia 1945 r. zarząd miejski powierzył Annie Jewniewicz i Bohdanowi Bilińskiemu obowiązek zorganizowania Miejskiej Biblioteki, na której siedzibę przeznaczono pomieszczenia po dawnej niemieckiej bibliotece miejskiej w Pałacu Wallisa. W końcu tego roku zbiory biblioteki liczyły 172 woluminy.
Oficjalnego otwarcia placówki dokonano 1 października 1946 r., przenosząc jej siedzibę na ul. Okrzei 7. W grudniu 1950 do pomieszczeń parterowych ratusza zostały przeniesione zbiory Powiatowej Biblioteki Publicznej i Miejskiej Biblioteki Publicznej (wówczas były to dwie oddzielne instytucje), które zostały połączone 1 stycznia 1955 r. na mocy decyzji Prezydium Wojewódzkiej Rady Narodowej we Wrocławiu. Prace nad ich połączeniem trwały blisko 2 lata. W 1959 r. wyodrębniono ze zbiorów księgozbiór dziecięcy. W 1963 r. utworzono pierwszą filię dla dzieci przy ul. Okrzei 14 w Domu Harcerza.
26 września 1965 r. Prezydium Powiatowej Rady Narodowej w Kłodzku nadało bibliotece patrona – Marię Dąbrowską. W ciągu kolejnych dwóch dekad miał miejsce dalszy rozwój biblioteki, w tym otwieranie nowych filii: Filia nr 1 przy ul. Korytowskiej 1 oraz Filia Społeczno-Polityczna przy ul. Wojska Polskiego. Po reformie administracyjnej z 1975 r. i likwidacji powiatu kłodzkiego PiMBP została oddziałem Wojewódzkiej Biblioteki Publicznej w Wałbrzychu. W tym samym roku przeniesiono Filię nr 1 na osiedle im. św. Wojciecha. Uruchomiono również czytelnię w pozyskanym pierwszym piętrze ratusza.
W 1979 r. uruchomiono Filię nr 2 na osiedlu XXX-lecia PRL. W 1985 r. bibliotekę wyłączono spod jurysdykcji WiMBP w Wałbrzychu. Kolejne zmiany przyniósł upadek komunizmu w Polsce i przywrócenie realnej władzy samorządom. Od 1990 r. biblioteka jest finansowana z funduszy miejskich. W 1991 przeniesiono Filię nr 1 na osiedle Kruczkowskiego. W 1998 r. Zarząd Miasta Kłodzka powołał na stanowisko dyrektora Ewę Piórkowską.
W 1999 r. władze miejskie porozumiały się z władzami powiatowymi co do przekształcenia biblioteki w Powiatową i Miejską Bibliotekę Publiczną, która miała obsługiwać mieszkańców powiatu kłodzkiego. W 2001 r. rozpoczęto komputeryzację zbiorów, którą zakończono w 2005 r. Kłodzka biblioteka była jedną z pierwszych 10 największych bibliotek w województwie dolnośląskim, która wprowadziła zautomatyzowany system biblioteczny Aleph.
| Dyrektorzy Biblioteki            | Lata                                |
| -------------------------------- | ----------------------------------- |
| Antonina Wierzbicka              | 1 października 1946 – 1 lipca 1958  |
| Zofia Tabaka                     | 1 lipca 1958 – 1 maja 1985          |
| Krzysztof Filipowicz             | 1 maja 1985 – 25 września 1998      |
| Ewa Piórkowska                   | 25 września 1998 – 7 marca 2011     |
| Aleksander Szwed                 | 7 marca 2011 - 30 października 2011 |
| Krzysztof Mąka                   | 30 grudnia 2011 – 30 czerwca 2015   |
| Ewa Piórkowska                   | 1 czerwca 2015 – 31 maja 2016       |
| Klaudia Lutosławska-Nowak (p.o.) | 1 czerwca 2016 – 31 maja 2017       |
| Marta Zilbert                    | 1 czerwca 2017                      |

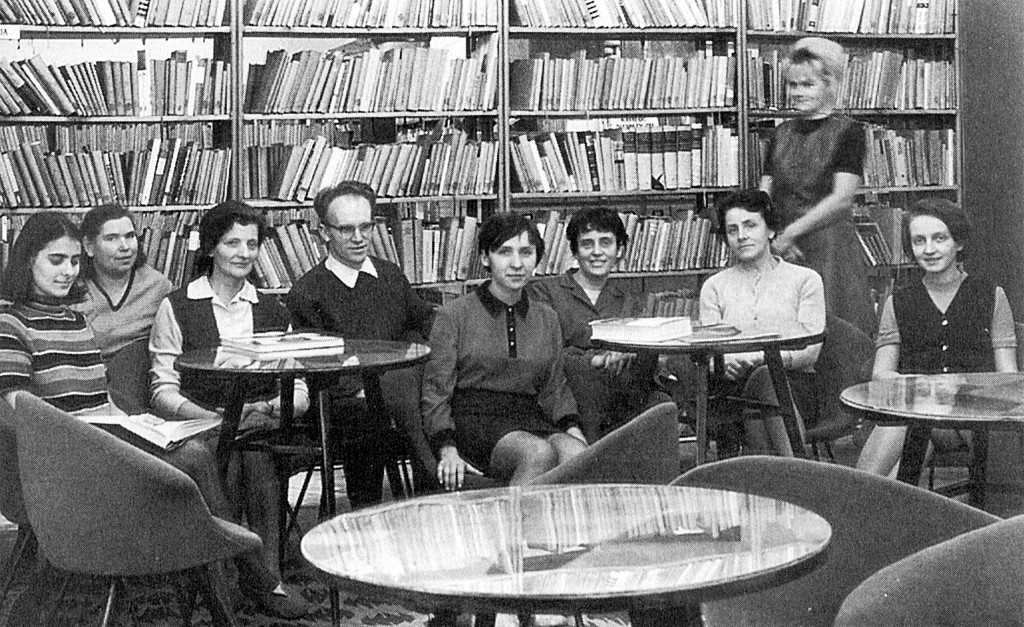
Pracownicy biblioteki (1969)
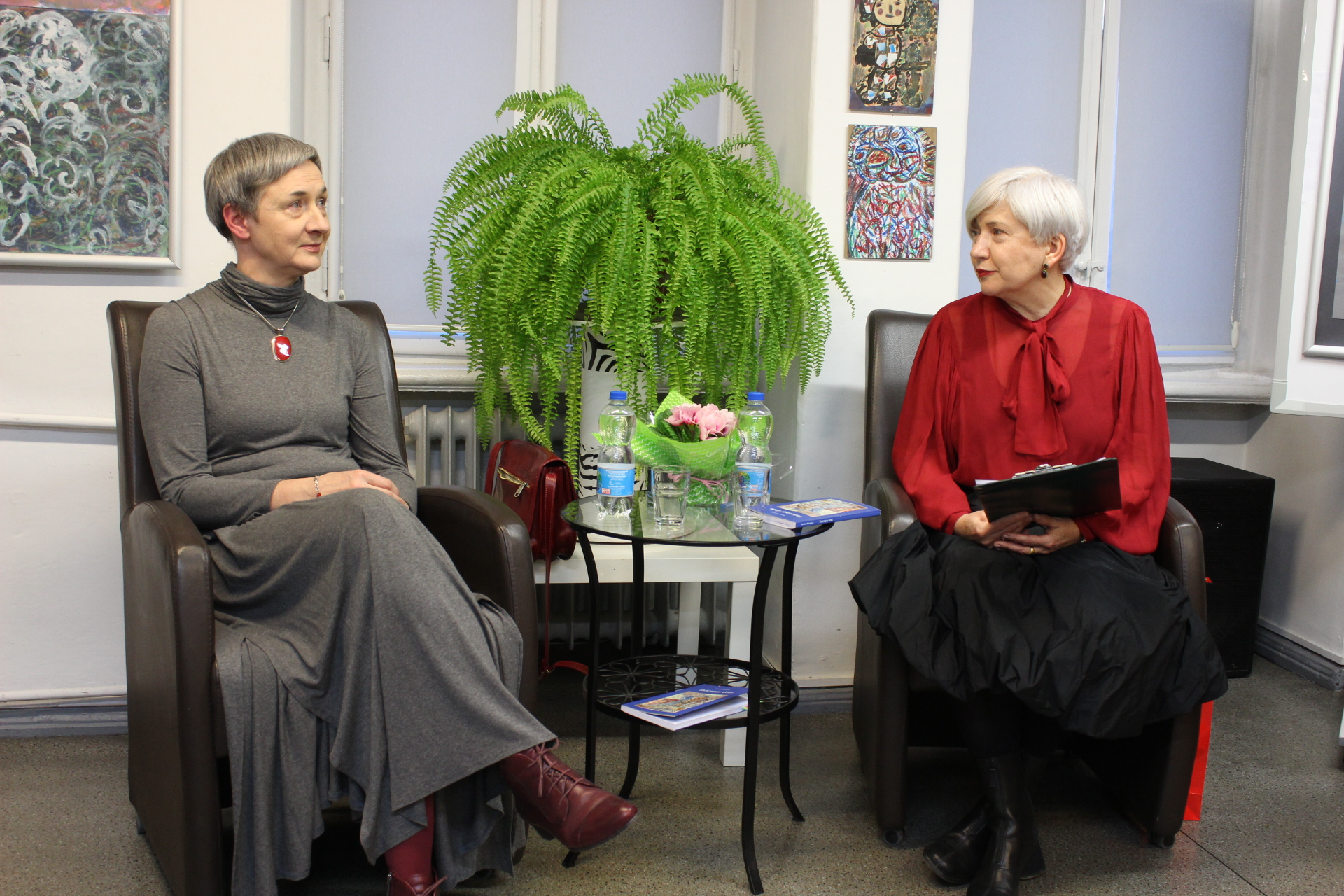
I.  Matuszkiewicz i K. Lutosławska-Nowak
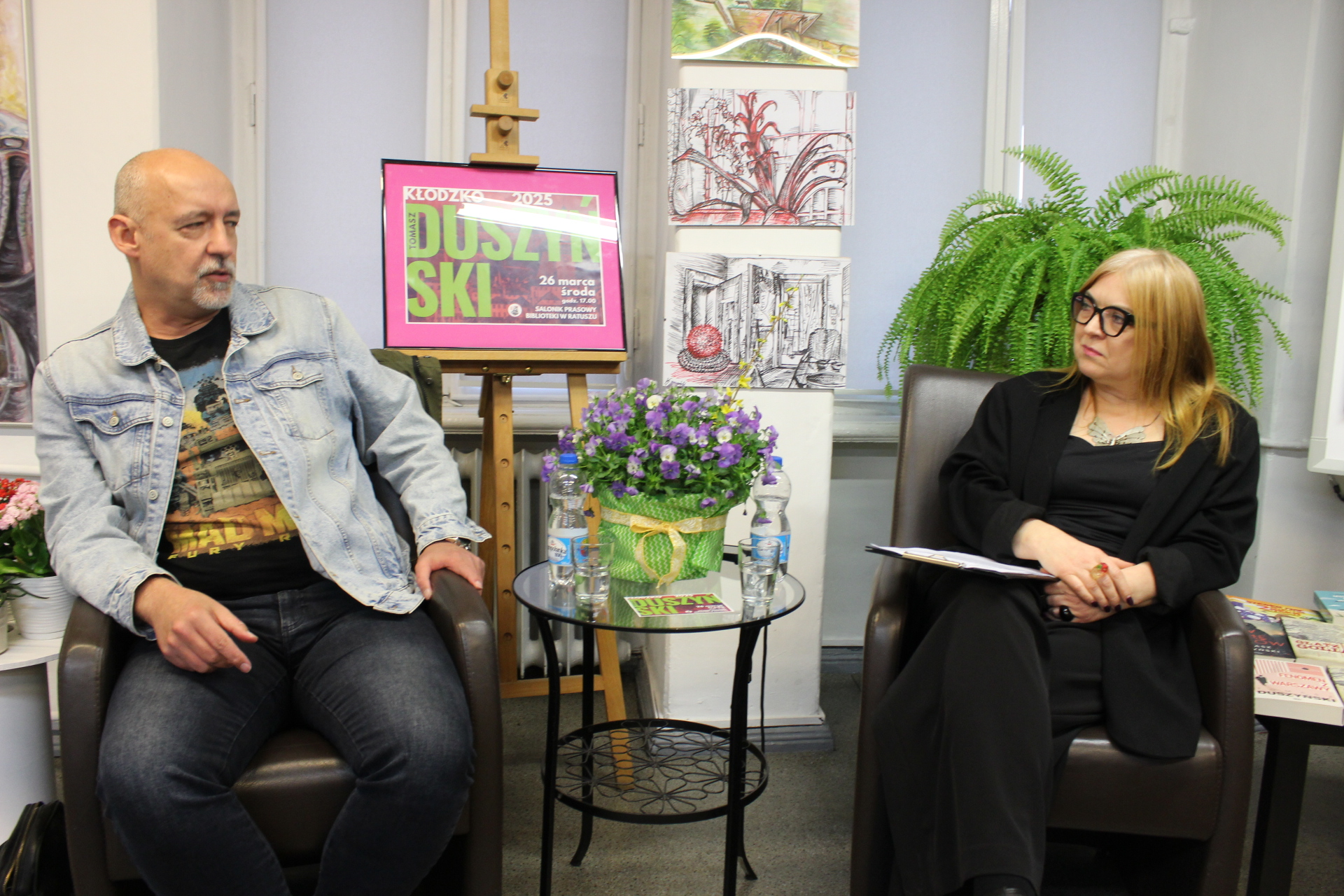
Tomasz Duszyński i Marta Zilbert
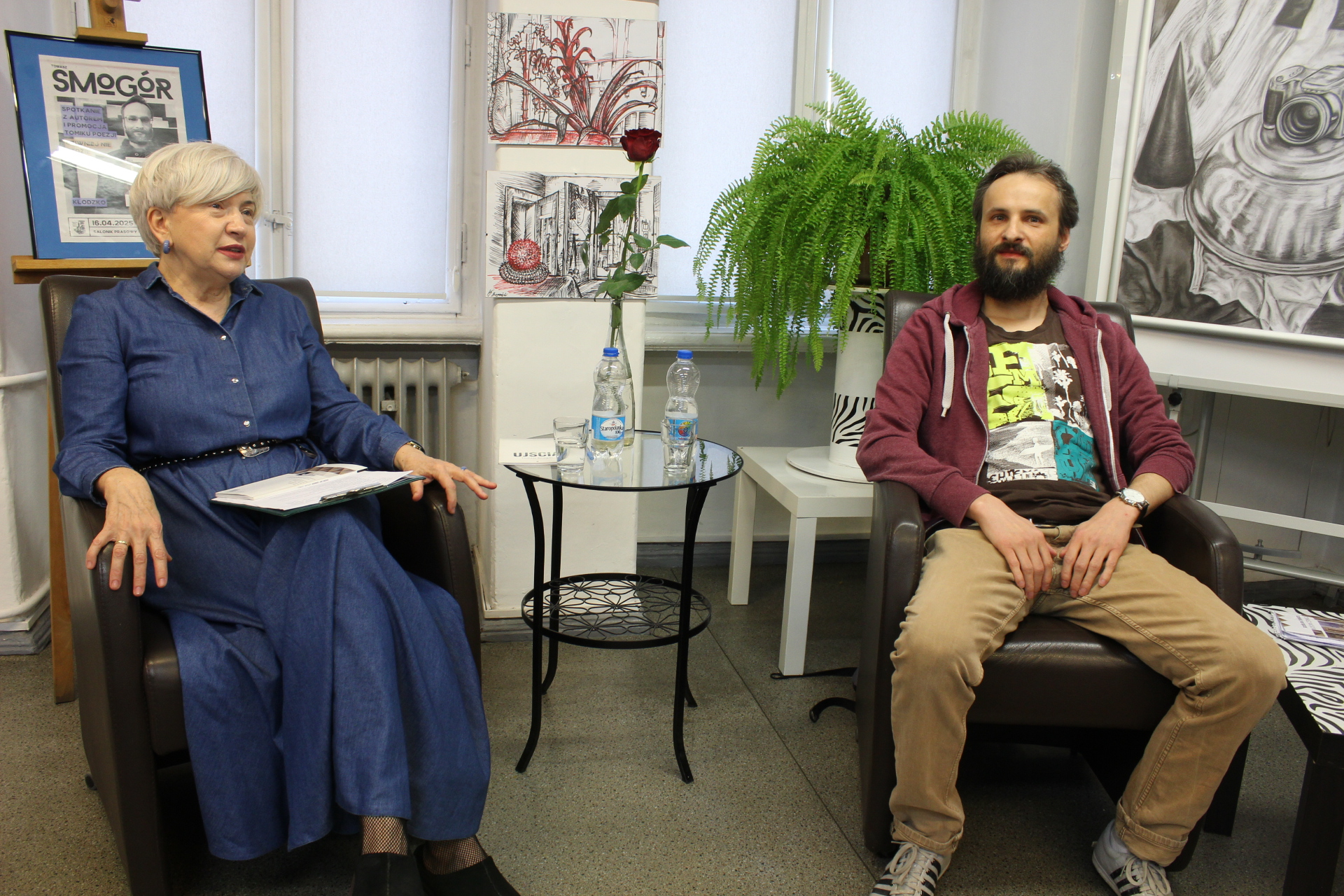
K. Lutosławska-Nowak i T. Smogór
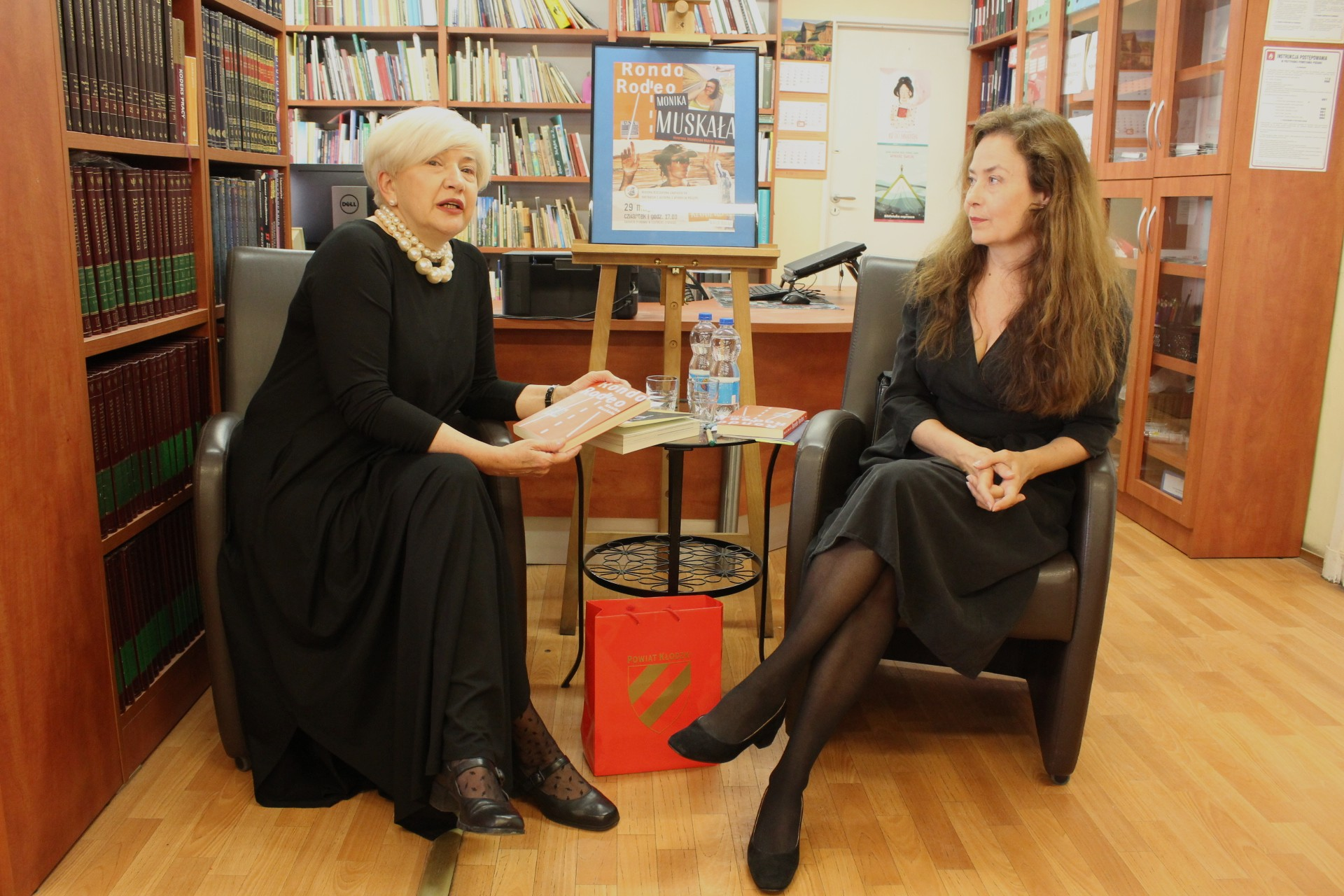
K. Lutosławska-Nowak i M. Muskała

## Zbiory
Aktualnie w bibliotece znajduje się 100 000 jednostek (stan na 31.12.2004), w tym:
- książki – 91 995 wol. (z czego w języku polskim – 96%)
- czasopisma – 1023 wol.
- zbiory specjalne – 3542 jedn. bibl.
- księgozbiór regionalny w języku niemieckim – 3000 wol.
- protokoły z sesji Rady Miejskiej w Kłodzku (styczeń 1997 – styczeń 2007)
- uchwały Rady Miejskiej w Kłodzku (styczeń 1998 – styczeń 2007)
- wycinki prasowe z Gazety Robotniczej, Słowa Polskiego, Trybuny Wałbrzyskiej oraz z pozostałych gazet i czasopism regionalnych Ziemi Kłodzkiej zebrane od 1951 do 1999 r.